# Adelencyrtus simmondsi
Adelencyrtus simmondsi är en stekelart som beskrevs av Compere 1947. Adelencyrtus simmondsi ingår i släktet Adelencyrtus och familjen sköldlussteklar. Inga underarter finns listade i Catalogue of Life.